# Trấn Dương
Trấn Dương là một xã thuộc huyện Vĩnh Bảo, thành phố Hải Phòng, Việt Nam.
Xã Trấn Dương có diện tích 11,82 km², dân số năm 1999 là 7620 người, mật độ dân số đạt 645 người/km².